# Sodom
Sodom é uma banda alemã de thrash metal formada em Gelsenkirchen em 1981. Juntamente com Kreator, Destruction e Tankard, forma o Big 4 do thrash metal alemão. O Sodom viria a servir de grande influência para a cena do black metal dos anos 1990, bem como para o metal extremo em geral, em razão de seus primeiros lançamentos, como In the Sign of Evil e Obsessed by  Cruelty. A partir do disco Persecution Mania de 1987, que acabou virando um clássico, seus álbuns ficaram mais focados no thrash metal.
Com mais de trinta anos de carreira, o Sodom já lançou quatorze álbuns de estúdio, três álbuns ao vivo, duas coletâneas e  seis EPs. Eles atingiram seu primeiro sucesso comercial com seu terceiro disco, Agent Orange (1989), o qual foi o primeiro álbum de thrash metal  a chegar às paradas musicais  alemãs, alcançando a posição 36. Permanecendo como uma das bandas de thrash metal mais bem sucedidas da história, até 2001 o Sodom já havia vendido mais de um milhão de cópias mundialmente.

## História

### Formação e primeiros lançamentos (1981-1986)
A formação original do Sodom contava com Tom Angelripper (voz e baixo) e Aggressor (guitarra), que encontraram o baterista Bloody Monster, rapidamente substituído por Chris Witchhunter. A banda foi iniciada por Tom, que tinha a intenção de sair de seu trabalho em minas de carvão de sua cidade natal, Gelsenkirchen. Tomando inspiração de bandas como Black Sabbath, Iron Maiden, Motörhead, Judas Priest, Venom, Tank, Accept, Discharge, Ramones e AC/DC, o grupo lançou as demos "Witching Metal" (1982) e "Victims of Death" (1984), que apesar de mostrar um lado agressivo e satânico nas composições do grupo, deu-lhes visibilidade na cena underground alemã. Em uma apresentação que faziam em Frankfurt junto aos conterrâneos do Destruction e Tankard, conheceram Manfred Schutz da Steamhammer, que ofereceu-lhes um contrato com sua gravadora. Agressor deixa  a banda, que chama Grave Violator para seu lugar, e então gravam o EP In the Sign of Evil, que teria grande importância para o desenvolvimento do black metal.
Grave Violator não dura muito tempo no posto, cedendo lugar para Michael "Destructor" Wulf. A banda começou a gravar seu primeiro LP, denominado Obsessed by Cruelty, que mantinha o ritmo rápido, vocais rasgados e as letras sobre artes negras influenciadas por Aleister Crowley. O disco contou com a canção "Deathlike Silence", cujo nome serviu de inspiração para Euronymous, ex-guitarrista de Mayhem, usá-lo para batizar sua própria gravadora: "Deathlike Silence Productions".

### Fase clássica (1987-1990)
Agora com Frank "Blackfire" Gosdzik como guitarrista, a banda decidiu abandonar sua imagem satânica, mudando para a temática de guerra e política. Com este novo panorama, compuseram novas músicas e lançaram no EP Expurse of Sodomy em março de 1987, mostrando que a mudança também afetara o som dos alemães, saindo de seu proto-black metal e partindo para um thrash metal mais puro.  Após essa amostra promissora, lançaram no mesmo ano seu segundo disco completo de estúdio, intitulado Persecution Mania. Apresentado pela primeira vez o mascote "Knarrenheinz" em sua capa, o disco foi considerado por muitos como o melhor da banda e um dos melhores do thrash metal em geral: canções como "Nuclear Winter", "Christ Passion", "Bombenhagel" e "Sodomy and Lust" tornariam-se clássicos do Sodom, com presença garantida no repertório de seus shows. No ano seguinte divulgaram o vídeo e disco ao vivo Mortal Way of Live, que teve sua capa banida na Alemanha.

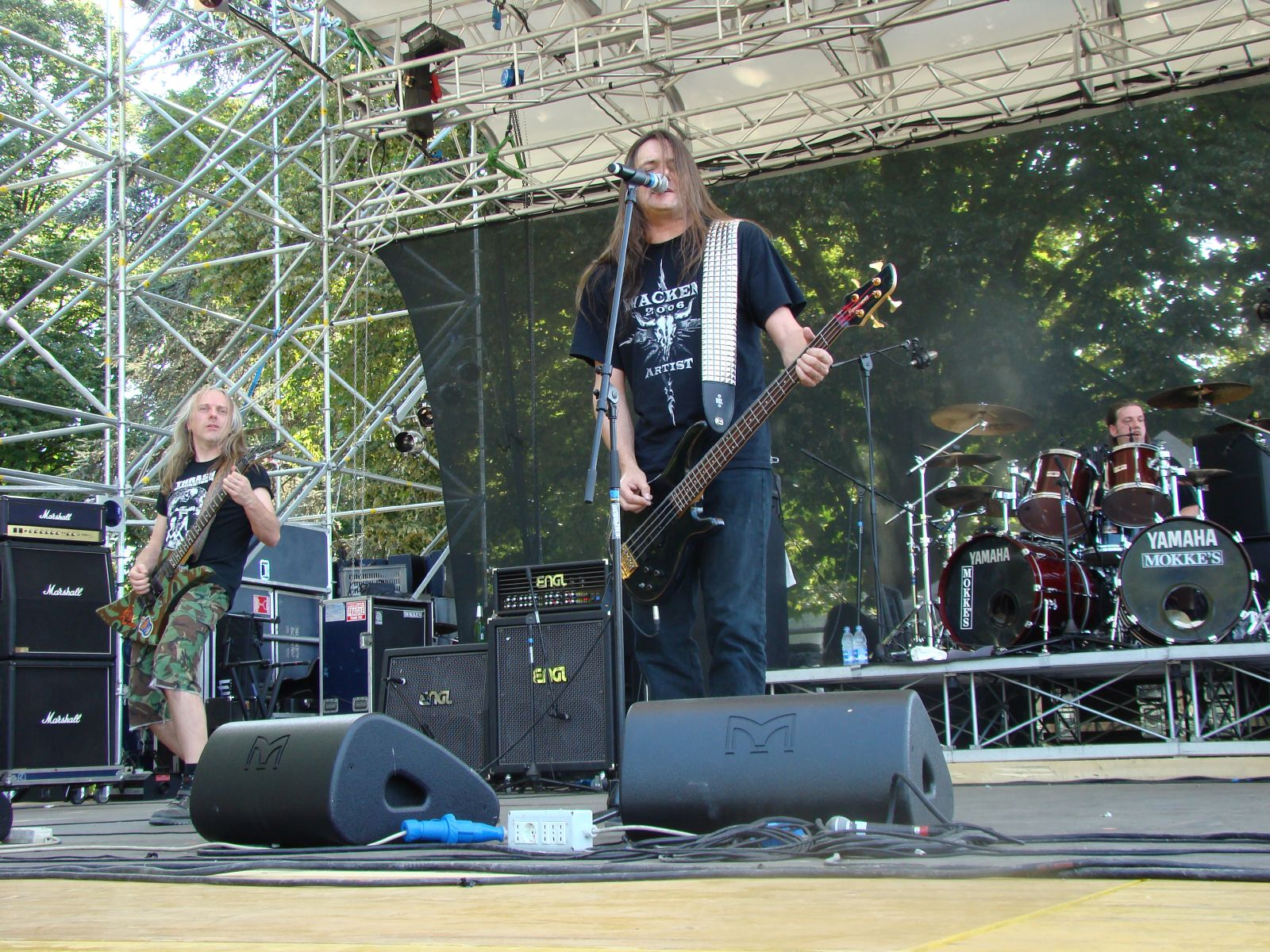
Sodom no Evolution fest 2007

Já em 1989, prepararam mais um álbum com o produtor Harris Jhonns, e com o desenhista Andreas Marschall encarregado de fazer a capa. Batizado como Agent Orange, foi mais um disco tido pela crítica e pelos fãs como um dos melhores de seu gênero, sendo este o álbum mais vendido do thrash metal na Alemanha, alcançando a marca de 100 mil unidades vendidas apenas em seu país, e atingindo a posição 36 nas paradas de álbuns alemãs, outra marca inédita do Sodom. Durante a tour de Agent Orange, o Sodom teve o brasileiro Sepultura como suporte, em uma excursão que entrou para a história com vários conflitos entre os integrantes das duas bandas. O guitarrista Blackfire deixou o grupo para juntar-se ao Kreator e Uwe Baltrusch (do Mekong Delta) ajudou os germânicos a terminarem a tour de 1989.
O auge do thrash nos últimos anos foi o melhor de sua história. Em 1990, entra na banda um novo guitarrista que substituiu Frank Blackfire, Michael "Micha" Hoffman. Com isso, vão novamente para os estúdios Musiclab junto a Harris Jhonns e fazem seu quinto álbum, Better Off Dead, com um som sólido e temas tradicionais sobre a guerra. Em seguida, eles embarcam em uma bem sucedida turnê para promover o álbum, passando por países onde nunca havia tocado antes, como Japão e Brasil, e terminando na América Central, consolidando-se como uma das melhores bandas do mundo do thrash metal.

### Experimentações (1991-1998)
Em 1991, lançam o  EP The Saw Is the Law, que segue a mesma linha de Better Off Dead. 1992 foi um ano crítico para o Sodom: Hoffman é despedido, pois ele decidiu fixar residência no Brasil, deixando a banda novamente sem guitarrista. Entra em seu lugar um jovem desconhecido na cena chamado Andy Brings, com quem gravam nos Dierks Studios o LP Tapping the Vein, um álbum mais pesado que seu antecessor Better Off Dead, perceptivelmente orientado ao death metal.
Durante a turnê promocional de Tapping the Vein, as diferenças entre os membros da banda cresceu e, somado a incapacidade de Chris Witchhunter lutar contra seus problemas de alcoolismo, levou à sua demissão após sua  turnê pelo Japão.
Para o lugar de Chris Witchhunter na bateria, foi chamado Atomic Steif (ex-Living Death e Violent Force), que também era um antigo amigo de la banda.
Em 1993, sai o EP Aber bitte mit Sahne com a estreia de Steif, em 1994 lançam o disco Get What You Deserve, que muda completamente o som anterior de death metal demonstrado em Tapping the Vein para  um  thrash metal influenciado por hardcore punk. A capa do disco que mostra um homem baleado e ensanguentado em cima de uma cama foi censurada em ba parte da Europa, o que forçou a SPV a produzir o resto das cópias com uma foto da banda cobrindo a capa. Da turnê executada, foram gravados alguns shows e lançados no disco ao vivo Marooned Live. Em 1995 lançam seu sétimo álbum, Masquerade in Blood, com sonoridade idêntica a seu trabalho anterior, um crossover thrash com a  potente voz de Angelripper e a presença de Dirk Strahlimeier nas seis cordas. Para 1996, é editada uma coletânea musical, Ten Black Years, compilando suas melhores canções além de material inédito lançados até 1995.
Já em 1996, foi realizada outra troca na banda banda: saem Strahli e Atomic Steif. Com a banda quase dissolvida, Angelripper decide tomar um descanso para poder pensar acerca do futuro do Sodom e grava seu primeiro disco com seu projeto solo, Onkel Tom. No ano seguinte entram Bobby Schottkowski para a bateria e Bernemann na guitarra, compondo uma formação que se estabilizaria por muitos anos. Para estrear esse alinhamento, lançam  'Til Death Do Us Unite, disco que retoma um pouco do som clássico do Sodom mas ainda mantém um pé no hardcore punk. A capa foi novamente censurada na Alemanha  e em outros países da Europa. Desta vez gravaram um videoclipe para a canção "Fuck the Police".

### Retorno aothrash(1999-2009)

Logotipo da banda.

1999 foi um ano importantíssimo para eles, mudando novamente de selo, agora para a Drakkar. Mantendo a formação, trazem Code Red, um disco que volta às raízes do espírito do Sodom. Com força e violência,  este CD deixa para trás todas as queixas anteriores, substituindo o crossover thrash por um thrash metal puro e agressivo, característico dos alemães. Para 2000 tiram um descanso, mas em 2001 retomam a atividade voltando ao selo SPV/Steamhammer e lançando o álbum M-16, estruturalmente muito parecido com Code Red porém mais consolidado, tendo como temática principal a guerra e conflitos armados.
Ainda em  2001, Tom, que havia trabalhado em outros projetos fora de sua banda principal - Desperados e Onkel Tom - foi premiado por mais de um milhão  de cópias vendidas dos álbuns do Sodom.
2002 foi um ano de concertos para a banda e em 2003 o duplo disco ao vivo intitulado "One Night in Bangkok", gravado em um show em  Bangkok, Tailândia.
O lançamento conseguinte, nomeado simplesmente Sodom (2006), veio com um som no estilo de suas últimas gravações e foi aclamado por seus fãs. Angelripper  explica que o título do álbum se deve ao fato de que "todas as bandas tem seu álbum auto-intitulado, e o Sodom não seria exceção". Faixas como "Blood On Your Lips" e "City of God" se destacam.
Em 2007, Tom chama o guitarrista Grave Violator  e baterista Witchhunter  para uma reunião e gravam o CD "The Final Sign of Evil" (2007, SPV). Esse disco contém a regravação do primeiro EP, In the Sign of Evil, além de faixas inéditas criadas por eles em 1984, mas que não haviam sido colocadas no disco da época por devido a restrições de sua gravadora. Com sonoridade mais sombria no estilo black metal, o CD agradou os vanguardistas.

### In War and Pieces, Epitome of Torture, Sacred Warpath e Decision Day (2010-2017)
Em 2010 sai In War and Pieces, o último álbum com Bobby Schottkowski na bateria, que deixou o grupo após as gravações por problemas com Angelripper. Poucos dias depois foi anunciada a chegada  do baterista Markus "Makka" Freiwald. Em janeiro de 2011 Tom confirmou a morte do ex-guitarrista Dirk Strahlmeier em um hospital em Düsseldorf.
O último álbum lançado da banda chama-se Epitome of Torture e foi lançado em 29 de abril de 2013.
No fim de 2014 o Sodom lança o EP Sacred Warpath. Em agosto de 2016 será lançado o décimo quinto trabalho de estúdio do Sodom, chamado Decision Day, com capa desenhada por Joe Petagno. O disco falará sobre o Dia D e a Segunda Guerra Mundial.

### Separação da banda e nova formação (2018-Atualmente)
No dia 5 de janeiro de 2018 o vocalista Tom Angelripper anunciou que o guitarrista Bernemann (Bernd Kost) e o baterista Makka (Markus Freiwald), não fazem mais parte do Sodom. Apesar do desfalque, Angelripper disse que a banda atuará agora como um quarteto. O novo line-up da banda, conta com o retorno de Frank Blackfire na guitarra, Yorck Segatz como segundo guitarrista e Stefan "Husky" Hüskens na bateria, que saiu meses depois do Sodom e foi Substituído em 19 de Janeiro de 2020 pelo baterista "Toni Merkel".

## Integrantes

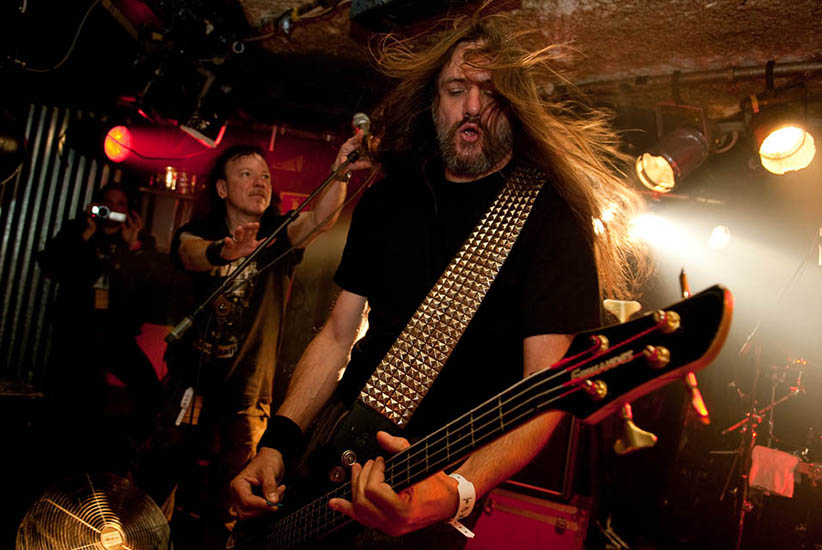
Sodom no Hole In The Sky 2009

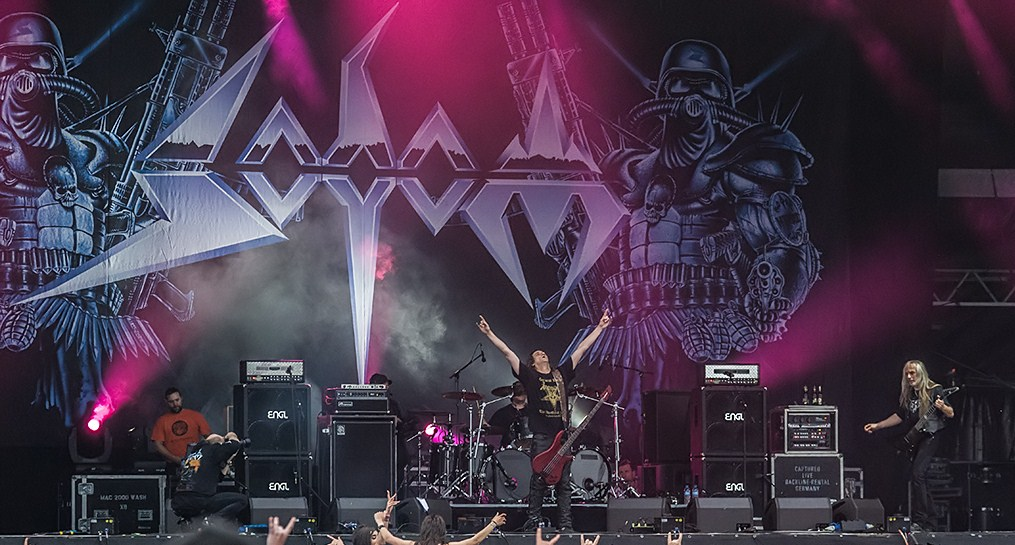
Sodom no festival With Full Force 2013

### Membros atuais
- Tom Angelripper (Thomas Such) — vocal, baixo (1981-presente)
- Frank "Blackfire" Gosdzik – guitarra (1986–1989, 2018–presente)
- Yorck Segatz – guitarra (2018–presente)
- Toni Merkel – bateria (2020–presente)

### Ex-membros
- Bernemann (Bernd Kost) — guitarra (1996-2018)
- Makka (Markus Freiwald) — bateria (2010-2018)
- Aggressor (Frank Testegen) — guitarra e vocal (1981-1984)
- Chris Witchhunter (Christian Dudeck) — bateria (1981-1992, 2007)
- Grave Violator (Josef Dominic) — guitarra (1984-1985, 2007)
- Destructor (Michael Wulf) — guitarra (1985-1986)
- Athätor (Uwe Christophers) — guitarra (1985)
- Uwe Baltrusch — guitarra (na "Agent Orange European Tour") (1989)
- Micha (Michael  Hoffman) — guitarra  (1990-1991)
- Andy Brings — guitarra (1991-1995)
- Atomic Steif (Guido Richter) — bateria (1992-1996)
- Strahli (Dirk Strahlimeier) — guitarra (1995-1996)
- Bobby (Konrad Schottkowski) — bateria  (1996-2010)
- Stefan Hüskens — bateria (2018-2020)

## Discografia
- 1986 - Obsessed by Cruelty
- 1987 - Persecution Mania
- 1989 - Agent Orange
- 1990 - Better off Dead
- 1992 - Tapping the Vein
- 1994 - Get What You Deserve
- 1995 - Masquerade in Blood
- 1997 - 'Til Death Do Us Unite
- 1999 - Code Red
- 2001 - M-16
- 2006 - Sodom
- 2007 - The Final Sign of Evil
- 2010 - In War and Pieces
- 2013 - Epitome of Torture
- 2016 - Decision Day
- 2020 - Genesis XIX